# Employabilité
 (juin 2025).
Selon l'Organisation internationale du travail (OIT), l'employabilité est « l'aptitude de chacun à trouver et conserver un emploi, à progresser au travail et à s'adapter au changement tout au long de la vie professionnelle ». 
Selon le Ministère français chargé de l’emploi, l’employabilité est « la capacité d'évoluer de façon autonome à l'intérieur du marché du travail, de façon à réaliser, de manière durable, par l'emploi, le potentiel qu'on a en soi… L'employabilité dépend des connaissances, des qualifications et des comportements qu'on a, de la façon dont on s'en sert et dont on les présente à l'employeur ». 

## Des évolutions nécessaires
Dans une entreprise, ou en général dans une organisation, le profil des postes proposés est en constante évolution. Les changements de conjoncture économique et leurs conséquences sur les évolutions des savoir-faire et des techniques employées peuvent demander une formation supplémentaire ou une adaptation conjointe de l'entreprise et du salarié. L'employabilité suppose de la part du salarié, mais aussi de l'entreprise qui l'emploie, certaines capacités d'adaptation.
Les entreprises, dans une démarche d'équité sociale, doivent offrir des informations à leurs salariés en vue du développement de leur employabilité : formation professionnelle et acquisition de compétences, développement personnel, opportunités de carrière et de mobilité, résolution des problèmes, bilan de compétences…
Ève Chiapello et Luc Boltanski évoquent l'employabilité comme grandeur spécifique de la cité par projets, caractéristique du nouvel esprit du capitalisme. L'employabilité dans ce paradigme est « cette adaptabilité et cette polyvalence qui rendent [l'individu] employable, c'est-à-dire, dans l'univers de l'entreprise, à même de s'insérer dans un nouveau projet ». C'est ainsi que dans la cité par projets, « le passage d'un projet à un autre » devient une épreuve, autrement dit, le moyen de faire grandir son employabilité. Alain Finot complète cette idée en caractérisant l'employabilité non pas comme un état, mais comme un mouvement : il doit être développé en permanence et de façon partagée entre tous les acteurs (individus, entreprise, pouvoirs publics.

## Au Canada

### Employabilité au Canada anglophone[pasclair]
Au Canada anglophone, les professionnels et les organisations qui se consacrent au secteur de l’employabilité utilisent le terme career development (développement de carrière).

### Employabilité au Québec
Au Québec, il existe près de 400 organismes communautaires à but non lucratif qui se consacrent au développement de l’employabilité . La plupart de ces organisations reçoivent du financement d’Emploi-Québec pour soutenir leurs missions respectives et accompagner à divers degrés des individus dans leur accès au marché du travail ou pour leur maintien en emploi. Ces organismes sont réunis au sein de sept grands regroupements, à savoir le Réseau des carrefours jeunesse-emploi du Québec (RCJEQ), le Collectif autonome des carrefours jeunesse-emploi du Québec (CACJEQ), le Réseau des services spécialisés de main-d’œuvre (RSSMO), le Collectif des entreprises d’insertion du Québec (CEIQ), le Réseau canadien des entreprises d’entraînement (RCEE), le Regroupement des organismes spécialisés pour l’emploi des personnes handicapées (ROSEPH) et l'Alliance des centres-conseils en emploi (AXTRA).

## En France
France Travail ne fait pas d'évaluation de l'employabilité du demandeur d'emploi, ni d'atelier pour l'amélioration de cette employabilité.
En droit du travail français, un employeur ne peut pas invoquer des problèmes d'employabilité pour licencier un employé pour motif personnel. En effet, « L'employeur a l'obligation d'assurer l'adaptation des salariés à leur poste de travail. Il veille au maintien de leur capacité à occuper un emploi, au regard notamment de l'évolution des emplois, des technologies et des organisations. Il peut proposer des formations qui participent au développement des compétences. Il peut proposer des formations qui participent à la lutte contre l'illettrisme ». Cette disposition permet de rendre plus facilement contestable devant les tribunaux le licenciement pour motif personnel d'un salarié pour insuffisance professionnelle alors même que l'employeur ne lui aurait pas proposé de formation.